# Lidże
Lidże (ros. Лидже) – wieś w Rosji, w Dagestanie, w rejonie tabasarańskim. W 2010 liczyła 247 mieszkańców, głównie Tabasaranów.